# Copa Intercontinental de 1977
A 17.ª edição da Copa Intercontinental ocorreu em 1978. Foi disputado em duas partidas entre o campeão sul-americano e o vice-campeão europeu, já que o campeão europeu Liverpool desistiu de jogar, que aspiravam ao título de melhor clube de futebol do mundo daquele ano. Apesar dos jogos ocorrerem em 1978, o campeonato refere-se ao ano de 1977.
Em 27 de outubro de 2017, após uma reunião realizada na Índia, o Conselho da FIFA reconheceu os vencedores da Copa Intercontinental como campeões mundiais.

## História
O campeão europeu Liverpool vinha como o grande favorito, por ter conquistado nesse mesmo ano a sua 1ª Liga dos Campeões da UEFA, o seu 10º Campeonato Inglês, a 6ª Supercopa da Inglaterra e a 1ª Supertaça Europeia. Além de ter conquistado, em 1976, a sua 2ª Taça UEFA. Entretanto, este, assim como os outros campeões da Liga dos Campeões da UEFA, desistiu de jogar.
Ambos os times eram estreantes na competição. O Borussia Mönchengladbach, apesar de ter sido o vice da Copa dos Campeões, apresentava grandes expectativas, pois estava passando por sua era de ouro, conquistando, nesse mesmo ano, o seu 5º Campeonato Alemão (os outros 4 foram na mesma década) e, em 1976, vencera a Copa da UEFA. O Boca Juniors, conquistava seu primeiro título internacional e também apresentava boas expectativas, afinal, em 1976, adquirira seu 13º Campeonato Argentino.

### A decisão
o primeiro jogo foi disputado apenas em março de 1978, no estádio La Bombonera. O Boca abriu o placar com o artilheiro Mastrángelo aos 16´ do primeiro tempo. Hannes empatou aos 24´. Cinco minutos depois, Bonhof virou para os alemães. Mas, no segundo tempo, o reserva Ribolzi empatou, deixando tudo aberto para a partida de volta, na Alemanha.
A partida de volta foi disputada em agosto daquele ano, na cidade de Karlsruhe. O Boca mostrou imensa categoria, dominou o adversário, e decidiu a partida ainda no primeiro tempo, com gols de Felman, Mastrángelo e Salinas. O time conquistava, pela primeira vez, o título da Copa Intercontinental, e se igualava aos argentinos campeões mundiais Independiente, Racing e Estudiantes, que até aquela época haviam conquistado um torneio intercontinental. Era o ápice para o esquadrão de La Bombonera.

## Participantes
| Confederação | Equipe                   | Classificação                                                 | Participação |
| ------------ | ------------------------ | ------------------------------------------------------------- | ------------ |
| CONMEBOL     | Boca Juniors             | Campeão da Copa Libertadores da América de 1977               | 1ª           |
| UEFA         | Borussia Mönchengladbach | Vice-campeão da Taça dos Clubes Campeões Europeus de 1976–77* | 1ª           |

*OBS: Em 1977, o Liverpool campeão da Taça dos Clubes Campeões Europeus de 1976–77, desistiu de disputar o torneio intercontinental e foi substituído pelo vice-campeão Borussia Mönchengladbach.

## Finais
1° jogo
| 21 de março de 1978 | Boca Juniors                  | 2 – 2 | Borussia Mönchengladbach | La Bombonera, Buenos Aires (Argentina) |
|                     | Mastrángelo 16' · Ribolzi 51' |       | Hannes 24' · Bonhof 29'  | Público: ≈60,000 Árbitro: Nikola Dudin |

|  | Boca Juniors | Borussia Mönchengladbach |

| BOCA JUNIORS:       |  |             |  |     |
|                     |  |             |  |     |
| G                   |  | Santos      |  |     |
| LD                  |  | Pernía      |  |     |
| Z                   |  | Sá          |  |     |
| Z                   |  | Mouzo       |  |     |
| LE                  |  | Bordón      |  |     |
| M                   |  | Benítez     |  | 46' |
| M                   |  | Suñé (C)    |  |     |
| M                   |  | Zanabria    |  |     |
| A                   |  | Mastrángelo |  |     |
| A                   |  | Pavón       |  | 64' |
| A                   |  | Salinas     |  |     |
| Substituição:       |  |             |  |     |
| M                   |  | Ribolzi     |  | 46' |
| A                   |  | Alvarez     |  | 64' |
| Treinador:          |  |             |  |     |
| Juan Carlos Lorenzo |  |             |  |     |

| BORUSSIA MÖNCHENGLADBACH: |  |           |  |     |
|                           |  |           |  |     |
| G                         |  | Kleff     |  |     |
| LD                        |  | Vogts (C) |  |     |
| Z                         |  | Hannes    |  |     |
| Z                         |  | Wohlers   |  |     |
| LE                        |  | Del'Haye  |  |     |
| M                         |  | Bonhof    |  |     |
| M                         |  | Schäfer   |  |     |
| M                         |  | Wimmer    |  | 53' |
| M                         |  | Kulik     |  |     |
| A                         |  | Nielsen   |  |     |
| A                         |  | Lienen    |  |     |
| Substituição:             |  |           |  |     |
| A                         |  | Danner    |  | 53' |
| Treinador:                |  |           |  |     |
| Udo Lattek                |  |           |  |     |

2° jogo
| 1º de agosto de 1978 | Borussia Mönchengladbach | 0 – 3 | Boca Juniors                              | Wildparkstadion, Karlsruhe (Alemanha)   |
|                      |                          |       | Felman 2' · Mastrángelo 33' · Salinas 37' | Público: ≈38,000 Árbitro: Roque Cerullo |

|  | Borussia Mönchengladbach | Boca Juniors |

| BORUSSIA MÖNCHENGLADBACH: |  |           |  |     |
|                           |  |           |  |     |
| G                         |  | Kneib     |  |     |
| LD                        |  | Vogts (C) |  |     |
| Z                         |  | Hannes    |  |     |
| Z                         |  | Wohlers   |  | 46' |
| LE                        |  | Ringels   |  |     |
| M                         |  | Bruns     |  |     |
| M                         |  | Kulik     |  |     |
| M                         |  | Lausen    |  | 60' |
| A                         |  | Simonsen  |  |     |
| A                         |  | Nielsen   |  |     |
| A                         |  | Gores     |  |     |
| Substituição:             |  |           |  |     |
| M                         |  | Schäfer   |  | 46' |
| A                         |  | Lienen    |  | 60' |
| Treinador:                |  |           |  |     |
| Udo Lattek                |  |           |  |     |

| BOCA JUNIORS:       |  |             |  |     |
|                     |  |             |  |     |
| G                   |  | Gatti       |  |     |
| LD                  |  | Pernía      |  |     |
| Z                   |  | Tesare      |  |     |
| Z                   |  | Suárez      |  |     |
| LE                  |  | Bordón      |  |     |
| M                   |  | Suñé (C)    |  |     |
| M                   |  | Zanabria    |  |     |
| M                   |  | Salinas     |  |     |
| A                   |  | Mastrángelo |  |     |
| A                   |  | Saldaño     |  | 46' |
| A                   |  | Felman      |  |     |
| Substituição:       |  |             |  |     |
| A                   |  | Veglio      |  | 46' |
| Treinador:          |  |             |  |     |
| Juan Carlos Lorenzo |  |             |  |     |

| Taça Intercontinental 1977       |
| -------------------------------- |
| Boca Juniors Campeão (1º título) |